# Agrotis vetusta
Agrotis vetusta är en fjärilsart som beskrevs av Walker 1856. Agrotis vetusta ingår i släktet Agrotis och familjen nattflyn. Inga underarter finns listade i Catalogue of Life.